# 네트워크 정보 서비스
네트워크 정보 서비스(Network Information Service, NIS)는 썬 마이크로시스템즈의 클라이언트 서버 디렉터리 서비스 프로토콜이며, 컴퓨터 네트워크 위의 컴퓨터들 사이에 있는 사용자와 호스트 이름과 같은 시스템 구성 데이터를 여러 곳에 제공한다.
썬은 실질적으로 모든 유닉스 제공업체들에게 이 기술을 라이선스한다.

## NIS 명령어
- ypcat - NIS 맵 안에 있는 값을 출력한다.
- ypmatch - NIS 맵 안의 특정 키를 가진 값을 출력한다.
- ypwhich - 현재의 호스트가 어떠한 서버를 사용하는지 알아낸다.
- ypclnt - 인터페이스를 YP 서브시스템에 제공하는 프로그래머의 제품군.
- yppasswd - NIS 도메인의 암호를 변경한다.
- ypset - 특정한 서버에 ypbind로 연결한다.
- ypmake - 변경된 파일들로부터 새로운 해시(hash) 맵을 만든다.
- ypinit - 마스터나 슬레이브 서버로서 호스트를 구성한다.
- yppush - 슬레이브 서버를 저만의 맵 버전으로 업데이트한다.

## NIS 데몬
- ypserv - NIS 서버 데몬
- ypxfrd - NIS 서버 데몬, 맵을 슬레이드 서버로 전송
- ypbind - 모든 NIS 시스템에서 동작한다. NIS 서버 위의 클라이언트에서 ypserv로 NIS 요청을 시도한다.

- rpc.yppasswd - ord 맵
- rpc.ypupdated - NIS 마스터에서만 실행한다. 보안 "원격 프로시져 콜"을 사용하고 있는 경우 공용 키 맵을 업데이트한다.

## 같이 보기
- 네트워크 파일 시스템
- DNS